# Stickmyrtenväxter
Stickmyrtenväxter (Ruscaceae) är en familj med 26 släkten och cirka 475 arter. Familjen finns representerad i alla världsdelar utom Sydamerika.
I APG-systemet (se Angiosperm Phylogeny Group), erkänns enligt APG III-klassifikationen från 2009 inte Ruscaceae som en egen familj, utan inordnas i familjen Asparagaceae, sparrisväxter, inom underfamiljen Nolinoideae.